# Herbulotia agilata
Herbulotia agilata är en fjärilsart som beskrevs av Hugo Theodor Christoph 1881. Herbulotia agilata ingår i släktet Herbulotia och familjen mätare. Inga underarter finns listade i Catalogue of Life.